# 卫理公会卫斯理堂 (明尼阿波利斯)
卫理公会卫斯理堂（英語：Wesley United Methodist Church，原名）罗曼式风格，用花岗岩、石材，砖，砂岩建造，圆拱形的窗户，有多个塔楼。这座建筑建于19世纪最后十年的明尼阿波利斯市的建设热潮期间，初建时，在洛林公园住宅区的格兰特街东101号。今天，则毗邻明尼阿波利斯会议中心。建筑师Warren H.海耶斯（1847年至1899年）是19世纪明尼阿波利斯最好的教堂设计师，曾设计了浸信会各各他堂、卫理公会福勒堂、第一公理会教堂以及中央长老会教堂。